# Michaelerplatz

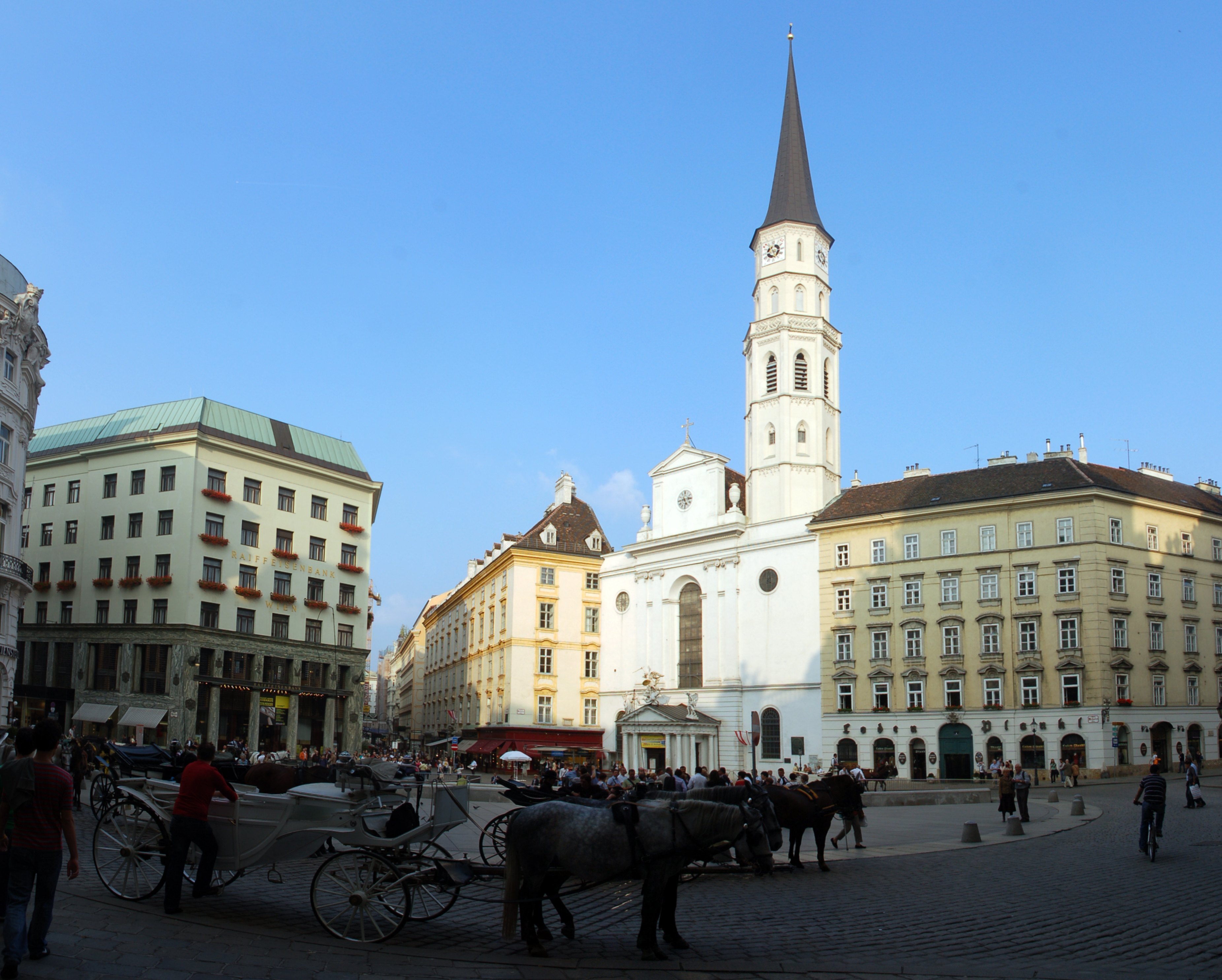
Het Michaelerplatz met links het Looshaus en rechts de Sint-Michaëlkerk

De Michaelerplatz is een ovaalvormig plein in het centrum van Wenen, nabij de Hofburg. Het plein is genoemd naar de Sint-Michaëlkerk die aan het plein staat.
In 1725 werd het ontwerp voor het barokke plein gemaakt. Dit is echter pas in de tweede helft van de negentiende eeuw uitgevoerd toen de Michaelvleugel van de Hofburg werd gebouwd. 
In 1991 werden er bij opgravingen fundamenten van Romeinse woningen blootgelegd. Sinds die datum wordt het centraal deel van de Michaelerplatz gedomineerd door die archeologische opgravingen, die permanent open zijn voor het publiek als een filiaal van het Wien Museum en werden omlijst door een omheining naar ontwerp van de architect Hans Hollein. De archeologische site werd als onderdeel van de Donaulimes in 2021 erkend als UNESCO werelderfgoed.